# 甲烷球形菌属
甲烷球形菌属為甲烷杆菌目甲烷杆菌科的一属革兰氏阳性菌。可在胃肠道中分离到。此属的模式种为斯氏甲烷球形菌(Methanosphaera stadtmanae)。

## 下属物种
本属包括以下物种：
- Methanosphaera cuniculi Biavati et al. 1990
- 斯氏甲烷球形菌 Methanosphaera stadtmanae Miller and Wolin 1985，也拼作Methanosphaera stadtmaniae